# 오바리촌
오바리촌(小張村)은 이바라키현 쓰쿠바군에 일찍이 존재했던 촌이다. 현재의 쓰쿠바미라이시 중부에 해당한다.

## 역사
- 1889년 4월 1일 - 정촌제 시행에 의해 쓰쿠바군 오바리촌이 성립하였다.
- 1954년 7월 1일 - 미시마 촌, 야이타 촌, 요토 촌과 합병해 이나촌이 성립하여, 동일 오바리촌은 폐지되었다.

## 참고문헌
- 栗山作次郎 著「小張」、茨城新聞社 編『茨城県大百科事典』茨城新聞社、1981年10月8日、198頁。全国書誌番号:85006646